# Cuterebra fontinella
Cuterebra fontinella är en tvåvingeart som beskrevs av Clark 1827. Cuterebra fontinella ingår i släktet Cuterebra och familjen styngflugor. Inga underarter finns listade i Catalogue of Life.